# Floor Jansen
Pour les articles homonymes, voir Jansen.
Floor Jansen, née le 21 février 1981, aux Pays-Bas à Goirle, est une chanteuse néerlandaise. D'abord principale chanteuse du groupe de metal symphonique néerlandais After Forever, elle rejoint le groupe finlandais Nightwish en octobre 2013.

## Biographie
Floor Jansen a étudié le chant classique. Elle a une tessiture de soprano.

### After Forever (1997–2009)

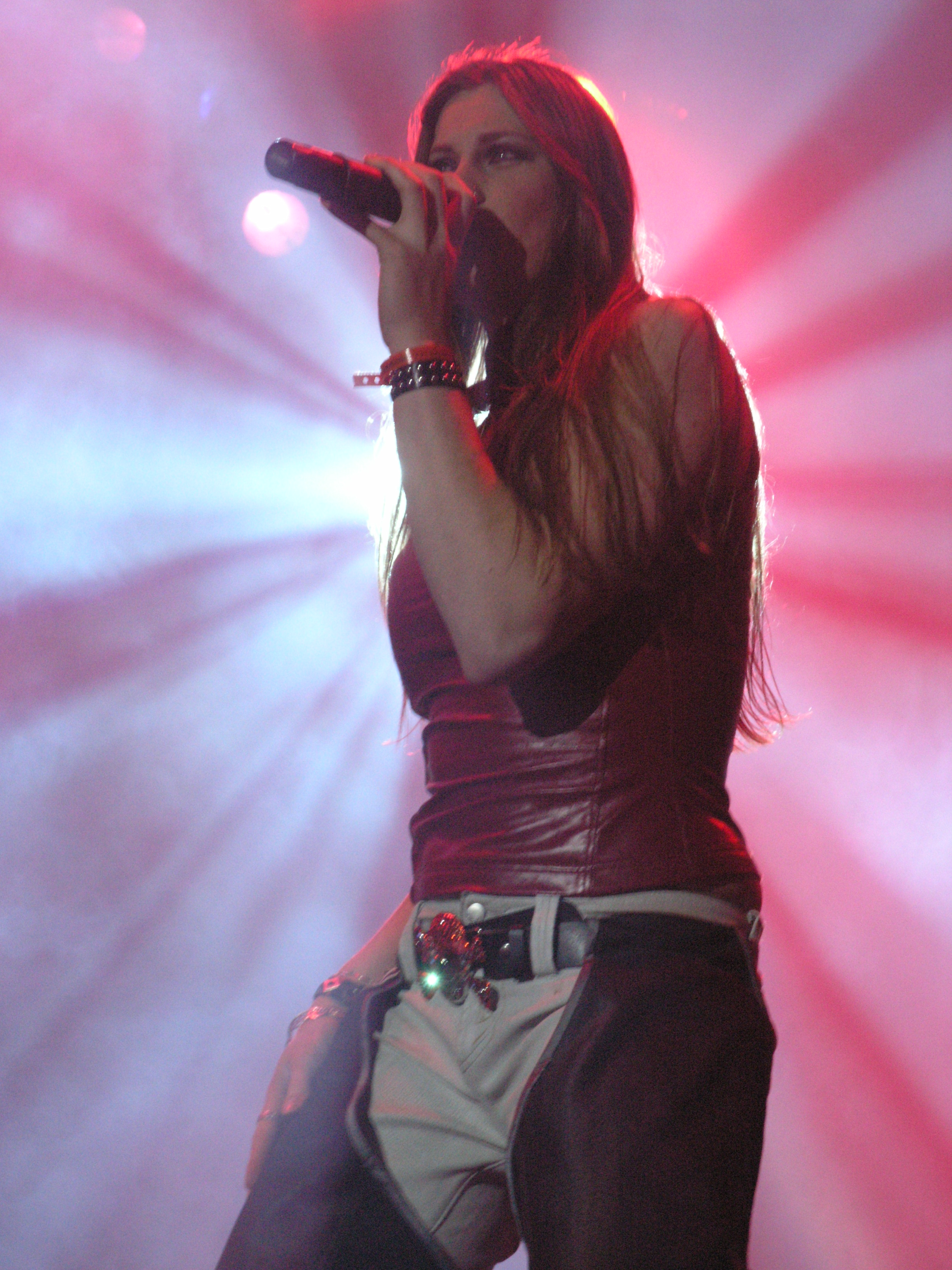
Floor Jansen aux Masters of Rock 2007.

Elle rejoint After Forever alors appelé Apocalypse dès seize ans, en 1997. La voix de Floor et son chant autant classique que rock la rendent célèbre sur la scène du heavy metal. Elle prend en charge l'écriture des paroles et des lignes de chant d'After Forever après le départ de Mark Jansen en 2002. Précédemment, jusqu'à l'album  Decipher (2001), Floor et Mark écrivaient ensemble.

### Northward (2007–2018)
Ce projet voit le jour à la suite de la rencontre de Floor Jansen et du guitariste de Pagan’s Mind, Jørn Viggo Lofstad, en 2007, pendant un jam, lors du festival ProgPowerUSA. Les deux musiciens commencent l'écriture d'un album mais, faute de temps, le mettent en sommeil plusieurs années. Le 19 octobre 2018, le premier album de Northward sort chez NuclearBlast. Floor annonce que le projet n'est pas prévu pour être joué en live.

### ReVamp (2009–2016)

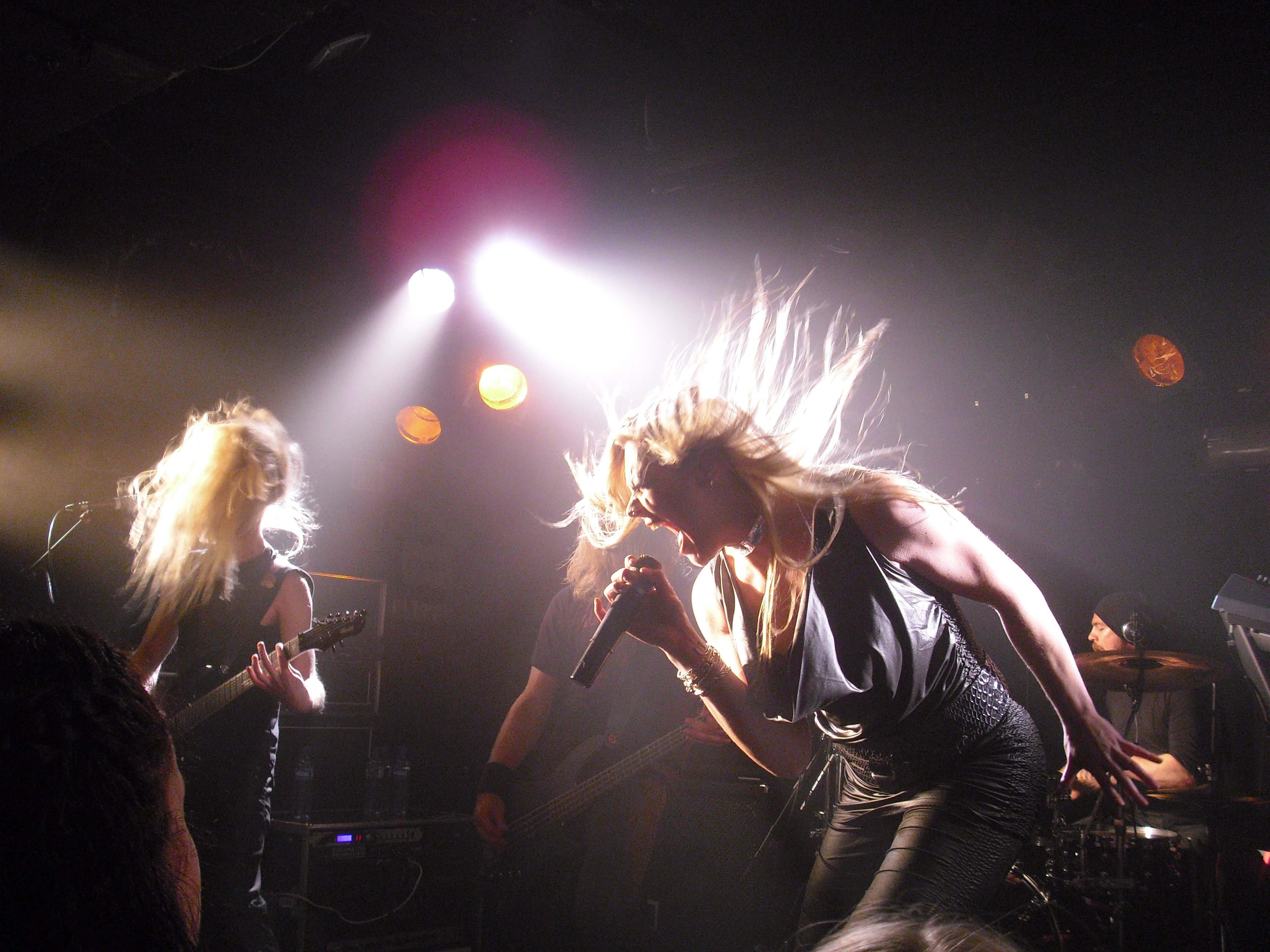
ReVamp en concert à Oslo en septembre 2010

Après l'arrêt d'After Forever au début de l'année 2009, Floor se consacre à différents projets tels que chanter deux fois d'anciens titres du groupe avec un quatuor à cordes. Ce n'est que fin 2009 qu'elle opère un retour sur la scène metal, en annonçant sa participation au célèbre festival de métal féminin de Wieze en Belgique : le Metal Female Voices Fest. Elle apparaît ainsi aux côtés d'Epica (pour y interpréter un ancien titre d'After Forever datant de l'époque où Mark Jansen faisait encore partie du groupe : Follow In The Cry), de Liv Kristine et de Doro Pesch. Ce soir-là, elle annonce également le nom de son nouveau groupe : ReVamp et le site officiel est mis en ligne.
Floor se consacre alors exclusivement à ReVamp, dont elle annonce que la musique sera "heavy et très metal". Le premier album est composé par Waldemar Sorychta et Joost van den Broek, Floor s'étant quant à elle attelée aux paroles. Elle participe aussi à deux projets d'Arjen Anthony Lucassen: Star One et Ayreon.
Pour l'accompagner en tournée, Floor est épaulée de Ruben Wijga (claviers), Jaap Melman (basse), Jord Otto et Arjan Rijnen (guitares) et Matthias Landes (batterie).
Le premier album de ReVamp sort le 31 mai 2010 dans toute l'Europe et le 27 juillet aux États-Unis. La tournée prend fin plus tôt que prévu, durant l'été 2011, alors que Floor souffre d'un surmenage dont elle mettra plusieurs mois à se remettre.
En 2016, le groupe annonce officiellement sa séparation.

### Nightwish (2012–présent)

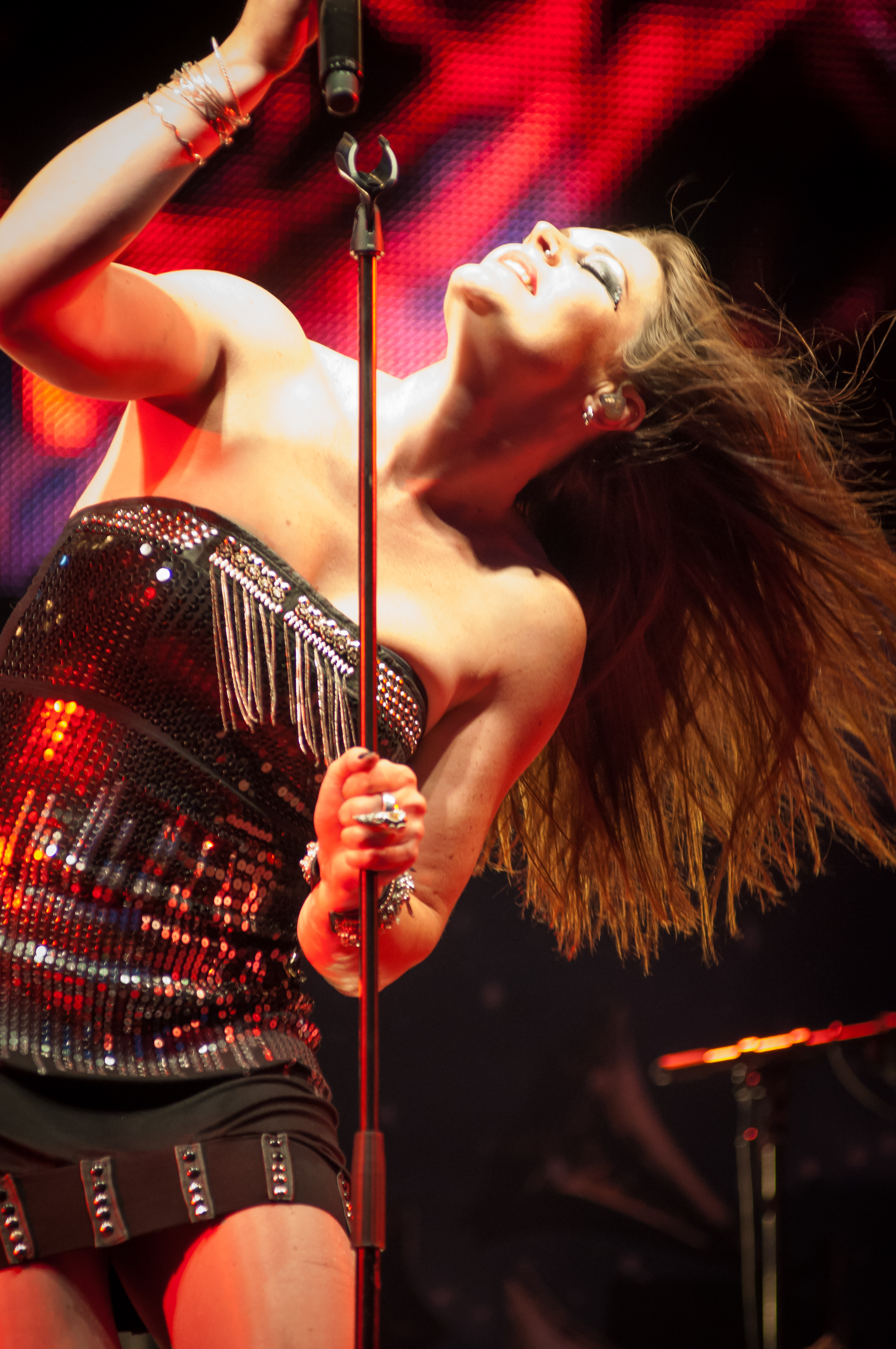
Floor Jansen en 2013.

En octobre 2012, Floor Jansen est annoncée comme remplaçante temporaire au poste de chanteuse du groupe Nightwish à la suite du départ d'Anette Olzon jusqu'à la fin de la tournée du groupe. Le 9 octobre 2013, les membres de Nightwish annoncent que Floor Jansen devient membre du groupe, en même temps que Troy Donockley.
En 2015, Floor Jansen participe à l'enregistrement de Endless Forms Most Beautiful, huitième album studio de Nightwish. Elle ne participe pas à la composition, contrairement à son rôle dans After Forever ou Revamp.

### Autres activités musicales
Depuis 2019, elle participe à l'émission néerlandaise de télé-réalité musicale Beste Zangers. Ses interprétations, parmi lesquelles Shallow (en duo avec Tim Akkerman), Phantom of the opera (en duo avec Henk Poort), Winner (de Tim Akkerman) ou encore Euphoria (chanson de Loreen, gagnante du concours de l'Eurovision en 2012) sortent sous forme de singles. 
En juin 2020, elle déclare envisager de faire un album solo,. 
En 2021, elle donne sa voix pour les crédits et une partie de la chanson Christmas truce du groupe Sabaton. 
Le 25 mars 2022, son premier single solo Fire sort sur la plupart des plateformes de streaming accompagné d’un clip. 
Dans la même année, Floor participe à l'émission musicale allemande, Sing Meinen Song 2022 die Tauschkonzert. 

## Vie privée
Floor Jansen est végétarienne. Elle est en couple avec Hannes van Dahl, batteur du groupe suédois Sabaton, et donne naissance le 15 mars 2017 à une fille prénommée Freja.
Elle annonce en novembre 2022 être guérie d'un cancer du sein, diagnostiqué la même année.
Le 20 mars 2023, elle annonce sur les réseaux sociaux être enceinte de son second enfant. Elle donne naissance le 20 octobre 2023 à une fille prénommée Lucy .

## Hommage
En août 2020, une espèce fossile d'ophiure, vivant il y a environ 66,7 millions d'années à l'époque du Crétacé, a été baptisée Ophiomitrella floorae en hommage à la chanteuse. L'espèce a été retrouvée aux Pays-Bas à la fin des années 1990/début 2000 et a longtemps été laissée de côté jusqu'à ce qu'elle soit examinée, il y a peu, par des paléontologues du Muséum d'histoire naturelle du Luxembourg.
En 2018, une espèce de coléoptère de la famille de Cerambycidés (Longicornes) lui a été également dédiée, Tmesisternus floorjansenae Weigel, 2018. Floor Jansen relaie cette information sur son site internet en mars 2019.

## Discographie

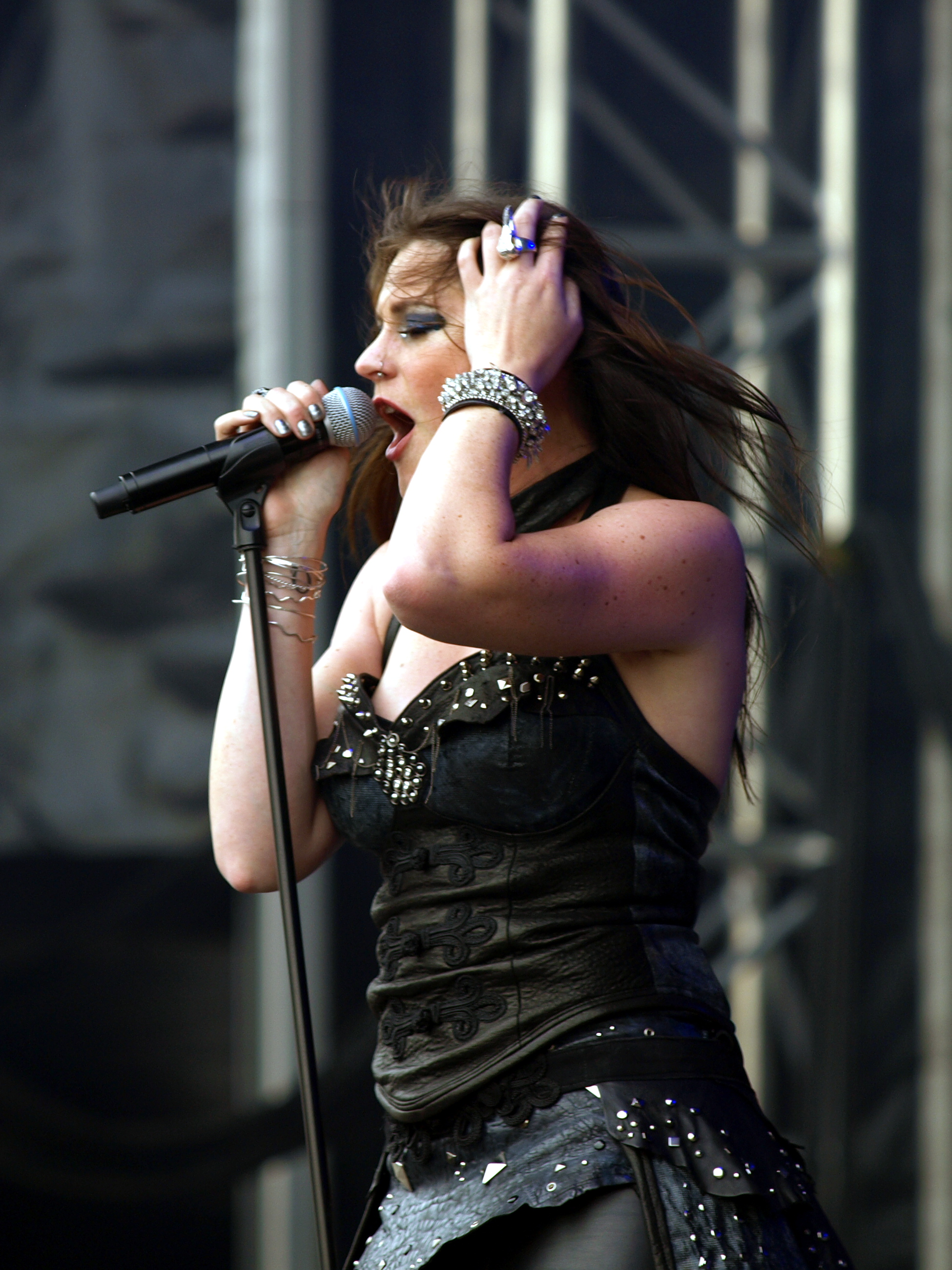
Jansen en concert avec Nightwish en 2013, avant de devenir membre officiel la même année

| Démos - Ephemeral (1999) - Wings of Illusion (1999) Albums Studio - Prison of Desire (2000) - Decipher (2001) - Invisible Circles (2004) - Remagine (2005) - After Forever (2007) EP - Exordium (2003) Singles - "Follow in the Cry" (2000) - "Emphasis/Who Wants to Live Forever" (2002) - "Monolith of Doubt" (2002) - "My Choice/The Evil that Men Do" (2003) - "Digital Deceit" (2004) - "Being Everyone" (2005) - "Two Sides/Boundaries Are Open" (2006) - "Energize Me" (2007) - "Equally Destructive" (2007) | Albums Studio - Endless Forms Most Beautiful (2015) - Human. :II: Nature. (2020) - Yesterwynde (2024) Albums Live - Showtime, Storytime (2013) - Vehicle of Spirit (2016) Singles - "Ghost Love Score" (Live) (2013) - "Storytime" (Live) (2013) - "Élan" (2015) - "Endless Forms Most Beautiful" (2015) - "Noise" (2020) - "Perfume of the Timeless" (2024) - "The Day of..." (2024) - "An Ocean of Strange Islands" (2024) - "Lanternlight" (2024) - ReVamp (2010) - Wild Card (2013) Albums studio - Space Metal (2002) - Victims of the Modern Age (2010) Albums Live - Live on Earth (2003) Albums studio - Northward (2018) |

### Apparitions
- Ayreon – Universal Migrator Part 1: The Dream Sequencer (2000) – "My House on Mars"

- Nightmare – The Dominion Gate (2005) – "A Taste of Armageddon" et "The Dominion Gate"

- Ayreon: 01011001 (2008) – "Age of Shadows (We Are Forever)", "Liquid Eternity", "Beneath the Waves", "Newborn Race", "Ride the Comet", "The Fifth Extinction" et "The Sixth Extinction"
- Ayreon: Elected (EP, 2008) – "Ride the Comet"

- Devin Townsend Project – Deconstruction (2011) – "Pandemic"
- Mayan – Quarterpast (2011) – "Drown the Demon", "Course of Life", "Bite the Bullet", "Sinner's Last Retreat" et "Symphony of Aggression"

- Mayan – Antagonise (2014) – "Burn Your Witches" et "Redemption"

- Epica – Retrospect (2013) – "Stabat Mater Dolorosa" et "Sancta Terra"

- Avalon – Angels of the Apocalypse (2014) – "Design the Century", "The Paradise Lost", "You'll Bleed Forever" et "Angels of the Apocalypse"
- U Meet – No Just (2014) – "Cognitive Bias"
- Countermove – The Power of Love (2014) Single caritatif pour la Croix-Rouge, un titre de Frankie Goes to Hollywood

- Evergrey – The Storm Within (2016) – "In Orbit" et "Disconnect"

- Ayreon – The Source (2017) – "The Day That the World Breaks Down", "Everybody Dies", "Star of Sirrah", "All That Was", "Run! Apocalypse! Run!", "Condemned to Live", "Aquatic Race", "The Dream Dissolves", "Deathcry of a Race", "Planet Y Is Alive!" et "The Human Compulsion"[19]
- Tarja Turunen – Feliz Navidad (2017) – version caritative en aide à Barbuda après l'ouragan Irma, un titre de José Feliciano

- Ayreon – Ayreon Universe – The Best of Ayreon Live (2018) - "Merlin's Will", "Valley of the Queens", "Star of Sirrah", "Age of Shadows", "Everybody Dies" et "The Eye of Ra"
- Avantasia – A Paranormal Evening with the Moonflower Society (2022) - "Kill the Pain Away" et "Misplaced Among The Angels"